# Dionys Ordinaire
Pour les articles homonymes, voir Ordinaire.
Louis-Dionys Ordinaire est un écrivain, poète, journaliste et homme politique français né le 10 juin 1826 à Jougne (Doubs) et décédé le 15 octobre 1896 à Paris.

## Biographie
Élève au Lycée Louis-le-Grand et à l'École normale supérieure, il est agrégé de lettres en 1855 et devient professeur de Rhétorique à Amiens, au Prytanée national militaire à La Flèche, puis à Versailles. En 1870, il devient le secrétaire particulier du préfet du Rhône, Paul-Armand Challemel-Lacour En 1871, il retourne exercer comme professeur à Versailles, puis il se lance en 1876 dans le journalisme comme rédacteur de La Petite République. 
Il est député du Doubs de 1880 à 1896, siégeant au groupe de l'Union Républicaine. 
Il est le cousin d'Édouard Ordinaire, député et préfet du Doubs, le père de Maurice Ordinaire, député et sénateur du Doubs, et le beau-père d'André Pelletan.

## Ouvrages
- Dictionnaire de mythologie (1866)
- Les Trois Types de la Comédie, Gentilshommes, Bourgeois et Valets, in Revue des Deux Mondes, tome 69, p. 217-233 (1867)
- Rhétorique nouvelle (1867)
- Mes rimes : stances-satires, Paris, Alphonse Lemerre, 90 p. (1879)

## Sources
- « Dionys Ordinaire », dans Adolphe Robert et Gaston Cougny, Dictionnaire des parlementaires français, Edgar Bourloton, 1889-1891 [détail de l’édition]
- « Dionys Ordinaire », dans le Dictionnaire des parlementaires français (1889-1940), sous la direction de Jean Jolly, PUF, 1960 [détail de l’édition]